# Leonidas C. Dyer

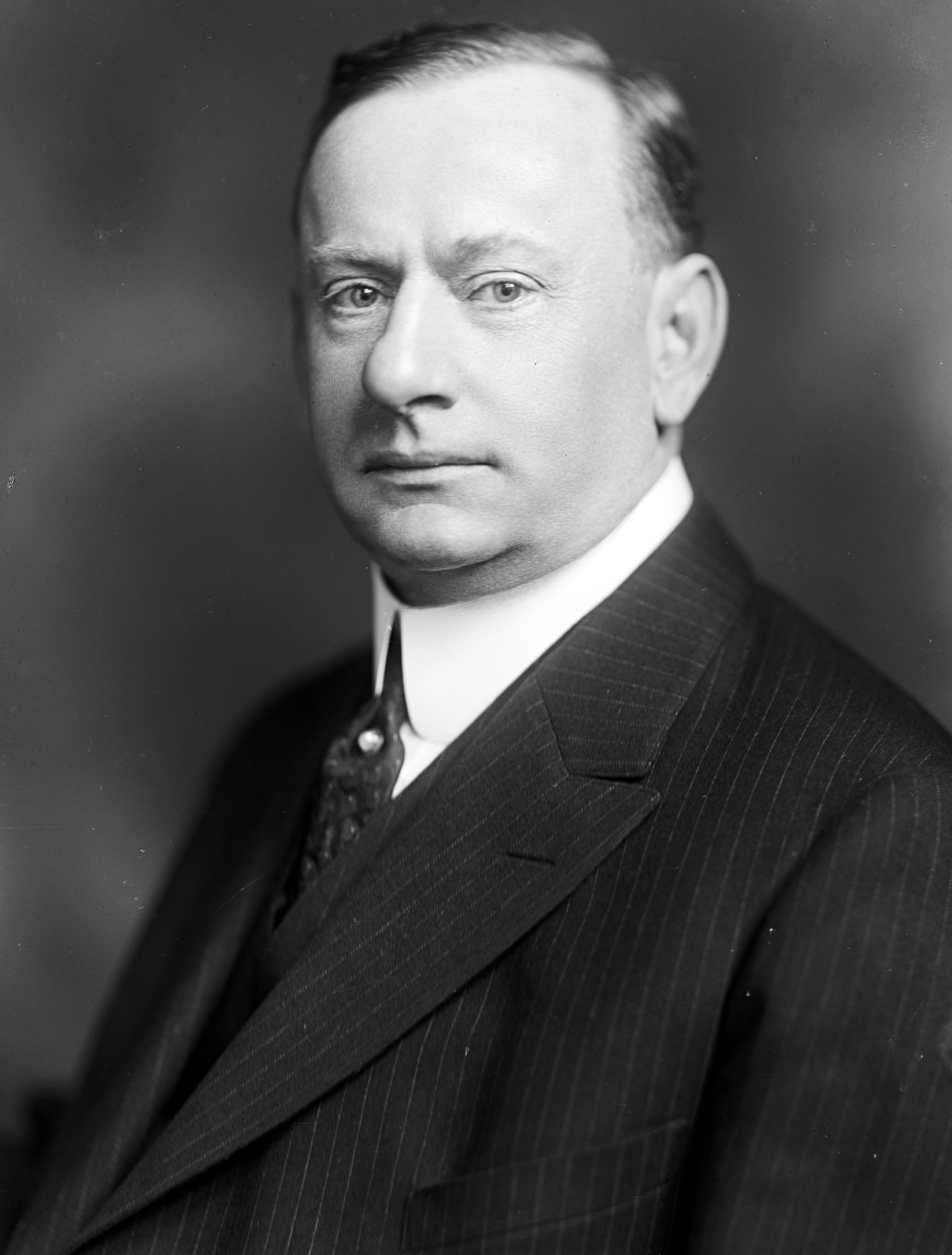
Leonidas C. Dyer

Leonidas Carstarphen Dyer (* 11. Juni 1871 in Warrenton, Warren County, Missouri; † 15. Dezember 1957 in St. Louis, Missouri) war ein US-amerikanischer Politiker. Zwischen 1911 und 1933 vertrat er zweimal den Bundesstaat Missouri im US-Repräsentantenhaus.

## Werdegang
Leonidas Dyer war der Neffe des Kongressabgeordneten David Patterson Dyer (1838–1924). Er besuchte die öffentlichen Schulen seiner Heimat sowie das Central Wesleyan College und studierte danach an der Washington University. Nach einem anschließenden Jurastudium und seiner 1893 erfolgten Zulassung als Rechtsanwalt begann er in St. Louis in diesem Beruf zu arbeiten. Während des Spanisch-Amerikanischen Krieges diente er in der US Army. In den Jahren 1915 und 1916 leitete er die Veteranenorganisation der Teilnehmer dieses Krieges. Zwischenzeitlich gehörte er dem Stab von Gouverneur Herbert S. Hadley an.
Politisch war Dyer Mitglied der Republikanischen Partei. Bei den Kongresswahlen des Jahres 1910 wurde er im zwölften Wahlbezirk von Missouri in das US-Repräsentantenhaus in Washington, D.C. gewählt, wo er am 4. März 1911 die Nachfolge von Harry Marcy Coudrey antrat. Im Jahr 1912 wurde er gegen den Demokraten Michael Joseph Gill wiedergewählt. Damit konnte Dyer am 4. März 1913 eine weitere Amtszeit im Kongress antreten. Gill legte aber gegen den Ausgang dieser Wahl Widerspruch ein. Da diesem stattgegeben wurde, musste Dyer am 19. Juni 1914 sein Mandat an Gill abtreten, der die laufende Legislaturperiode bis zum 3. März 1915 als Kongressabgeordneter beendete.
Bei den Wahlen des Jahres 1914 wurde Leonidas Dyer erneut im zwölften Distrikt in den Kongress gewählt, wo er am 4. März 1915 Gill wieder ablöste. Nach acht Wiederwahlen konnte er bis zum 3. März 1933 neun weitere  Legislaturperioden im Kongress absolvieren. In diese Zeit fielen der Erste Weltkrieg sowie die Ratifizierung des 18. und des 19. Verfassungszusatzes. 1932 wurde Dyer nicht bestätigt; zwei Jahre darauf scheiterte eine weitere Kongresskandidatur. In der Folge praktizierte er wieder als Anwalt. Er starb am 15. Dezember 1957 in St. Louis.

## Tätigkeit als Kongressabgeordneter

### Gesetz zur Bekämpfung von Autodiebstahl
Im Jahr 1919 verfasste Dyer ein Gesetz zur Verbrechensbekämpfung, das den Transport gestohlener Autos über Staatsgrenzen hinweg zu einem Bundesverbrechen machte, welches von den Strafverfolgungsbehörden des Bundes strafrechtlich verfolgt werden musste. Das Gesetz, das fortan als Dyer-Act bekannt wurde, ist am 29. Oktober 1919 vom Kongress verabschiedet worden.

### Gesetz gegen das Lynchen
Dyer bemühte sich seit 1918 um ein Gesetz gegen das Lynchen, das Lynchmorde zu einem von amerikanischen Bundesbehörden zu verfolgenden Verbrechen machen sollte. Das Gesetz erhielt am 26. Januar 1922 eine Mehrheit im Repräsentantenhaus, seine Verabschiedung wurde aber durch ein Filibuster südstaatlicher Demokraten verhindert, woraufhin eine weitere Dekade lang keine gesetzgeberische Anstrengung in diese Richtung unternommen wurde.